# مازينجارب
مازينجارب (بالفرنسية: Mazingarbe)‏ هي بلدية تقع في إقليم باد كاليه من منطقة نور با دو كاليه في شمال فرنسا. تبلغ مساحة هذه المدينة 10.27 (كم²)، وترتفع عن سطح البحر 33 م، يبلغ عدد سكانها 7564 نسمة حسب إحصاء المعهد الوطني للإحصاء والدراسات الاقتصادية سنة 2009 م. وترأس Bernard Urbaniak البلدية خلال فترة (2008-2014).

## توأمة
لمازينجارب اتفاقيات توأمة مع:
- آرترن